# A Noite (canção de Tiê)
"A Noite" é uma canção da artista musical brasileira Tiê gravada para seu terceiro álbum de estúdio, Esmeraldas (2014), sendo uma releitura de "La notte", da artista musical italiana Arisa, composta originalmente por Giuseppe Anastasi e produzida por Mauro Pagani para o álbum Amami (2012). A nova gravação foi composta por Tiê, com parceria de Adriano Cintra, André Whoong e Rita Wainer, e produzida por Cintra.
Como parte da divulgação do álbum, "A Noite" foi lançada pela primeira vez em 9 de setembro de 2014 através da gravadora Warner Music Brasil, durante a pré-venda do disco, servindo como o single inicial do trabalho. A gravação ganhou reconhecimento nacional no ano seguinte, após ser incluída na primeira trilha sonora da telenovela I Love Paraisópolis, da Rede Globo, como tema do casal protagonista interpretado por Bruna Marquezine e Maurício Destri e acabou por ser relançada em 25 de maio de 2015 como faixa promocional da trilha.
Recebendo elogios da crítica especializada, a canção difere-se da versão original liricamente por ser menos dramática, mas ambas tendo o mesmo objetivo de demonstrar uma decepção amorosa. Os trabalhos para a regravação começaram quando a intérprete interessou-se pelo seu sucesso nas tabelas da Itália e, com isso, seguindo com a tendência de adicionar novas versões de canções aos seus discos, como realizado em A Coruja e o Coração (2011). Consequentemente, foi indicada em três premiações e em três categorias cada – vencendo apenas em uma delas – e obteve uma entrada na Billboard Brasil Hot 100 Airplay.
O vídeo musical correspondente foi dirigido por Fernando Moraes e lançado no YouTube em 13 de dezembro de 2014. O trabalho conta com a participação do ator Milhem Cortaz e foi definido como um "vídeo melancólico" ao apresentar a intérprete caminhando por várias paisagens, enquanto seu parceiro chora sua ausência. Grande parte da divulgação da canção foi realizada em programas da Rede Globo, além de apresentações acústicas e entrevistas para diversos veículos de comunicação.

## Antecedentes e composição
"A Noite" é uma releitura de Tiê para a canção italiana "La notte". A gravação original foi lançada em 2012 pela artista musical Arisa, através da Warner Music, e foi composta por Giuseppe Anastasi e produzida por Mauro Pagani para o álbum Amami. A composição retrata a dor de uma decepção amorosa, também descrita pelo produtor como uma "canção leve, pura, cheio de sentimentos genuínos". "La notte" permaneceu por quatro semanas, entre fevereiro e março, no topo da tabela publicada pela Federazione Industria Musicale Italiana (FIMI), conseguindo também a quarta colocação na tabela de fim-de-ano.
Ao compor para Esmeraldas, Tiê foi apresentada pelo presidente da Warner Music Brasil à "La notte" e achou interessante por ela ser um grande sucesso em seu país e decidiu gravar uma versão própria. A regravação foi composta pela mesma, junto com o produtor do álbum, Adriano Cintra, em parceria com André Whoong e usando trechos de poemas de Rita Wainer. Ao escrever para o Portal Sucesso, Iule Karalkovas analisou a regravação e afirmou que "Tiê soube transmitir sua personalidade para a faixa", ao mesmo tempo em que descreve a faixa, notando que suas batidas são "mais crua[s] e sofisticada[s]".

## Recepção

### Recepção crítica
"A Noite" teve críticas favoráveis por parte da mídia, ao fazerem avaliações do álbum Esmeraldas. Pedro Tinoco, para o blog "Solta o Som" da Veja Rio, chamou a música de "glicêmica". A revista O Grito! compara a sonoridade límpida da faixa com "os ecos das baladas dos Beatles". Em análise do jornal Estado de Minas, "A Noite" é comparada com outras canções do disco que "trazem balanço mais introspectivo". Em outra análise feita pelo portal de notícias G1 das dez faixas mais executadas no Brasil em 2015, é destacado o fato desta ser uma regravação de uma canção italiana, "[mas] com arranjo bem mais brega".

### Prêmios e indicações
"A Noite" recebeu três indicações únicas em premiações de 2015, mas venceu apenas uma delas como "Melhor Tema Musical" por I Love Paraisópolis no Prêmio Extra de Televisão.
| Ano  | Prêmio                                | Categoria           | Resultado | Ref           |
| ---- | ------------------------------------- | ------------------- | --------- | ------------- |
| 2015 | Prêmio Multishow de Música Brasileira | Versão do Ano       | Indicado  | [ 17 ] [ 18 ] |
| 2015 | Prêmio Extra de Televisão             | Melhor Tema Musical | Venceu    | [ 19 ]        |
| 2015 | Melhores do Ano                       | Música do Ano       | Indicado  | [ 20 ]        |

## Vídeos musicais
Dois vídeos musicais de "A Noite" foram disponibilizados no YouTube. O primeiro, sendo um lyric video da faixa, foi lançado em 26 de setembro de 2014. O vídeo oficial para a canção foi dirigido por Fernando Moraes e estreou em 13 de dezembro de 2014. O vídeo traz a cantora caminhando por paisagens diversas, enquanto seu parceiro, interpretado pelo ator Milhem Cortaz, chora sua ausência vendo vídeos e fotos, bebendo, no que foi definido pelo site Território Musical como um "vídeo melancólico". Parte das imagens foi gravada no Uruguai.

## Performances ao vivo e promoção
A primeira apresentação de "A Noite" foi em um acústico intitulado Esmeraldas Ao Vivo, realizado para promover o respectivo álbum em sua semana de lançamento. Para divulgar a faixa, Tiê participou de diversos programas da Rede Globo. Em três oportunidades, apresentou-se no Encontro com Fátima Bernardes, sendo a primeira em 22 de outubro de 2014, a segunda, em 22 de maio de 2015 e a terceira, em 13 de outubro de 2015, onde também apresentou a regravação da faixa "Você Não Vale Nada", originalmente apresentada pela banda Calcinha Preta, presente no álbum A Coruja e o Coração (2011). Em setembro, novembro e dezembro, apresentou-se também nos programas Altas Horas, Esquenta! e Domingão do Faustão. Neste último, a cantora fez uma performance especial para o Melhores do Ano, onde também estava indicada na categoria "Música do Ano".
Em julho de 2015, Tiê gravou uma participação na novela I Love Paraisópolis. Na cena onde aparece, ela está cantando "A Noite" com um violão sentada num banco de praça localizado ao lado de uma árvore, em frente ao campo de futebol da Paraisópolis fictícia, com uma fogueira acesa, enquanto os personagens de Maurício Destri e Bruna Marquezine (respectivamente, o casal "Benjamin" e "Mari") se reconciliam com um abraço. No mesmo mês, Tiê apresentou a canção no programa radiofônico Jovem Pan Morning Show da rádio Jovem Pan FM.

## Faixas e formatos
Quatro versões de "A Noite" foram disponibilizadas, todas em download digital. A primeira delas apresenta a versão normal da faixa, liberada na pré-venda do álbum em 9 de setembro de 2014. No mesmo dia, a faixa foi liberada em plataformas de fluxo de mídia numa versão single. Após o sucesso na inclusão na trilha sonora de I Love Paraisópolis, esta versão ganhou um novo lançamento em 25 de maio de 2015 para as rádios brasileiras e num extended play de mesmo nome, contendo dois remixes e a faixa bônus "Isqueiro Azul". Um terceiro remix, produzido por Adriano Cintra, foi comercializado em uma edição digital separada.
A canção também foi comercializada como a sexta faixa da primeira trilha sonora de I Love Paraisópolis, disponibilizado em CD e download digital em 29 de junho de 2015 através da Som Livre.
| Download digital (versão do álbum) |           |         |  |
| N.º                                | Título    | Duração |  |
| 1.                                 | "A Noite" | 3:38    |  |

| Extended play |                              |         |  |
| N.º           | Título                       | Duração |  |
| 1.            | "A Noite"                    | 3:38    |  |
| 2.            | "A Noite (Remix)" (versão 1) | 4:50    |  |
| 3.            | "A Noite (Remix)" (versão 2) | 5:09    |  |

| Download digital (Adriano Cintra Remix) |                              |         |  |
| N.º                                     | Título                       | Duração |  |
| 1.                                      | "A Noite (La Notte)" (remix) | 4:48    |  |

## Desempenho nas paradas musicais
| “ | Foi um conjunto de fatores. Tive sorte da novela ir bem e da personagem [Marizete, Bruna Marquezine] ser carismática. Eu já tive uma música minha em uma novela ["Piscar o Olho" em Cheias de Charme, 2012], mas nem se compara. Parece que todo mundo já sabe cantar a música! | ” |
| — Tiê, ao falar do desempenho de "A Noite" após a inclusão na trilha sonora da telenovela I Love Paraisópolis | |   |

A canção atingiu o primeiro lugar nas paradas brasileiras do iTunes e do Spotify após ser executada em I Love Paraisópolis. Ao final do ano de 2015, "A Noite" entrou em oitavo lugar entre as dez faixas mais tocadas no Brasil, com base nos dados de rádio e serviços de fluxo de mídia.

### Tabelas semanais
| Tabela musical (2015)                     | Melhor posição |
| ----------------------------------------- | -------------- |
| Brasil (Billboard Brasil Hot 100 Airplay) | 47             |